# 백색지대
《백색지대》(영어: The Substitute)는 미국에서 제작된 로버트 맨델 감독의 1996년 액션 스릴러 영화이다. 톰 베런저 등이 출연하였고, 모리 아이젠먼 등이 제작에 참여하였다.

## 출연
- 톰 베런저
- 어니 허드슨
- 다이앤 버노라
- 글렌 플러머
- 마크 앤서니
- 클리프 디영
- 리처드 브룩스
- 레이먼드 크루즈
- 로드니 A. 그랜트
- 루이스 구스만
- 빈센트 러레스카
- 윌리엄 포사이스

## 기타 제작진
- 공동 제작: 와니타 디애나 피니, 루 푸사로
- 협력 제작: 토머스 A. 어빈
- 미술: 론 포먼
- 의상: 퍼트리샤 필드